# モーリス・コステロ

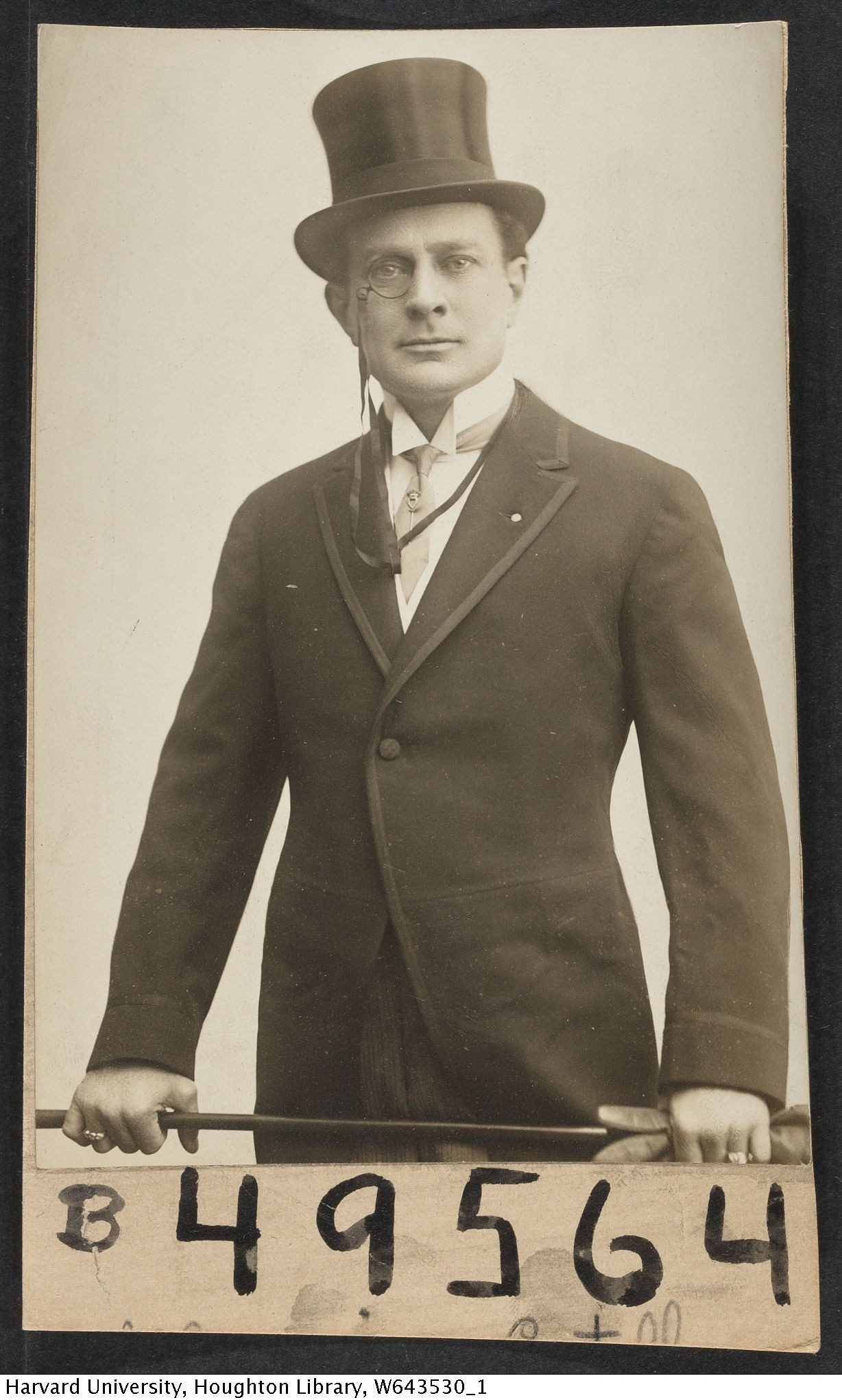
モーリス・コステロ

モーリス・コステロ（Maurice Costello, 1877年2月22日 - 1950年10月28日）は、アメリカ合衆国出身の俳優である。娘は女優のドロレス・コステロとヘレン・コステロ、孫のジョン・ドリュー・バリモアも俳優、女優のドリュー・バリモアは曾孫にあたる。
 	

## 出演作品

### 映画
- ハリウッド大通り (1936年の映画)（英語版）
- 椿姫 (1926年の映画)（英語版）